# Karl Preuschen (Vogt)
Karl Preuschen (* ca. 1737; † 18. Juli 1809 in Karlsruhe; evangelisch) war ein seit 1768 im badischen Staatsdienst stehender Jurist und Obervogt, vergleichbar mit einem heutigen Landrat.

## Familie
Karl Preuschen war verheiratet mit Ernstina Juliana geborene Ottmann († nach 1809). Aus dieser Ehe entstammt der Sohn Karl-Friedrich (* 4. April 1770 in Karlsruhe; † 18. November 1809 ebenda), späterer Regierungsrat und Hofgerichtsadvokat in Karlsruhe.

## Leben
Von ca. 1750/55 studierte bis 1761 studierte Preuschen Rechtswissenschaften an den Universitäten Gießen, Marburg und Göttingen. Ab etwa 1755 war er in adeligen Diensten: z. B. Hofmeister beim Erbgrafen von Leiningen-Westerburg. 1765 wurde er Sekretär bei der Huldigungskommission und anschließend 1766 Sekretär des Hofrats und Ehegerichts in Karlsruhe. 1768 wurde er wirklicher Hof- und Regierungsrat beim Hofratskollegium in Karlsruhe. Im März 1778 wurde er Amtmann mit dem Titel Geheimer Hofrat beim Oberamt Karlsruhe und behielt gleichzeitig Sitz und Stimme im Hofrats-, Hofgerichts-, Kirchenrats- und Ehegerichtskollegium. 1792 wurde er zum Geheimen Rat 3. Klasse ernannt und zum 21. Februar wurde er Obervogt des Oberamts Karlsruhe. Als Nebentätigkeit wurde Preuschen 1771 Kommissar bei der Übernahme der vorderen und hinteren Grafschaft Sponheim.